# عيدوبازار
عيدوبازار (بالإنجليزية: Yadu Bazar)‏ هي منطقة سكنية تقع في سيستان وبلوتشستان في إيران. يقدر عدد سكانها بـ 25 نسمة .